# لورينزو فاريلا
لورينزو فاريلا (بالإسبانية: Lorenzo Varela)‏ هو كاتب وشاعر إسباني، ولد في 10 أغسطس 1916 في هافانا في كوبا، وتوفي في 25 نوفمبر 1978 في مدريد في إسبانيا.

## وصلات خارجية
- لورينزو فاريلا على موقع ميوزك برينز (الإنجليزية)